# Bangladés en los Juegos Paralímpicos de Atenas 2004
Bangladés estuvo representado en los Juegos Paralímpicos de Atenas 2004 por un deportista masculino. El equipo paralímpico bangladesí no obtuvo ninguna medalla en estos Juegos.